# Mentalność
Mentalność (łac. mens dpn. mentis 'umysł') – całość przekonań, postaw, poglądów, sposobu myślenia grupy społecznej (narodu) lub jednostki. Na mentalność mają wpływ czynniki społeczne, kulturowe i biologiczne. 
Ogólny system zasad, którymi jednostka lub zbiorowość kieruje się przy postrzeganiu, odczuwaniu, wartościowaniu i reagowaniu na życie społeczne, często jest nieuświadomiony. Mentalność jest budowana przede wszystkim na założeniach norm społecznych obowiązujących w danej grupie.
Zdaniem badacza kultury Dawida Junga, mentalność jest również pochodną empatii kulturowej i jej najważniejszą rolą winno być umacnianie etosu wolności: Historia jednak, na wielu przykładach, uczy nas, że potęgą imperiów nie jest ilość posiadanej ziemi, lecz ilość posiadanych obywateli, którzy za cenę własnego życia potrafią chronić słabszych od siebie. Mentalność jednostek, pochodna empatii kulturowej, jest wartością przesądzającą nie tylko o tożsamości danego społeczeństwa i jej historycznej trwałości, ale przede wszystkim jest wartością, która winna umacniać najważniejszy etos – wolność.
Typy orientacji mentalności według J. Koralewicz i M. Ziółkowskiego:
- indywidualna/kolektywna;
- produktywna/receptywno-roszczeniowa;
- na podmiotowość/na podporządkowanie[3].

Pojęcia mentalność używa się zazwyczaj w kilku znaczeniach – jako:
- wspólna cecha danej zbiorowości w określonym czasie, np. mentalność kapitalistyczna;
- cecha charakterystyczna różnych środowisk, np. mentalność mieszczańska, kupiecka, związkowa;
- cecha charakterystyczna dla określonej sfery aktywności, np. mentalność społeczno-polityczna, obyczajowa, tożsamościowa, ekonomiczna[5].